# ژان-پیر شونمان
ژان پیر شِوِنمان (فرانسوی: [ʒɑ̃ pjɛʁ ʃəvɛnmɑ̃]؛ متولد ۹ مارس 1939) یک سیاستمدار فرانسوی است که در دهه‌های ۱۹۸۰ و ۱۹۹۰ به عنوان وزیر فعالیت می‌کرد که بیشتر به دلیل نامزدی در انتخابات ریاست جمهوری ۲۰۰۲ فرانسه شناخته شده‌است. وی پس از فعالیت به عنوان شهردار بلفور، در سال ۲۰۰۸ به عنوان نماینده سنا از تریتوآر دو بلفور انتخاب شد. وی به عنوان یکی از بنیانگذاران حزب PS و بنیانگذار جنبش جمهوری‌خواه و شهروند (MRC)، چهره قابل توجهی در چپ فرانسه است.